# Tachigali rigida
Tachigali rigida är en ärtväxtart som beskrevs av Adolpho Ducke. Tachigali rigida ingår i släktet Tachigali och familjen ärtväxter. Inga underarter finns listade i Catalogue of Life.